# Francisco de Mora

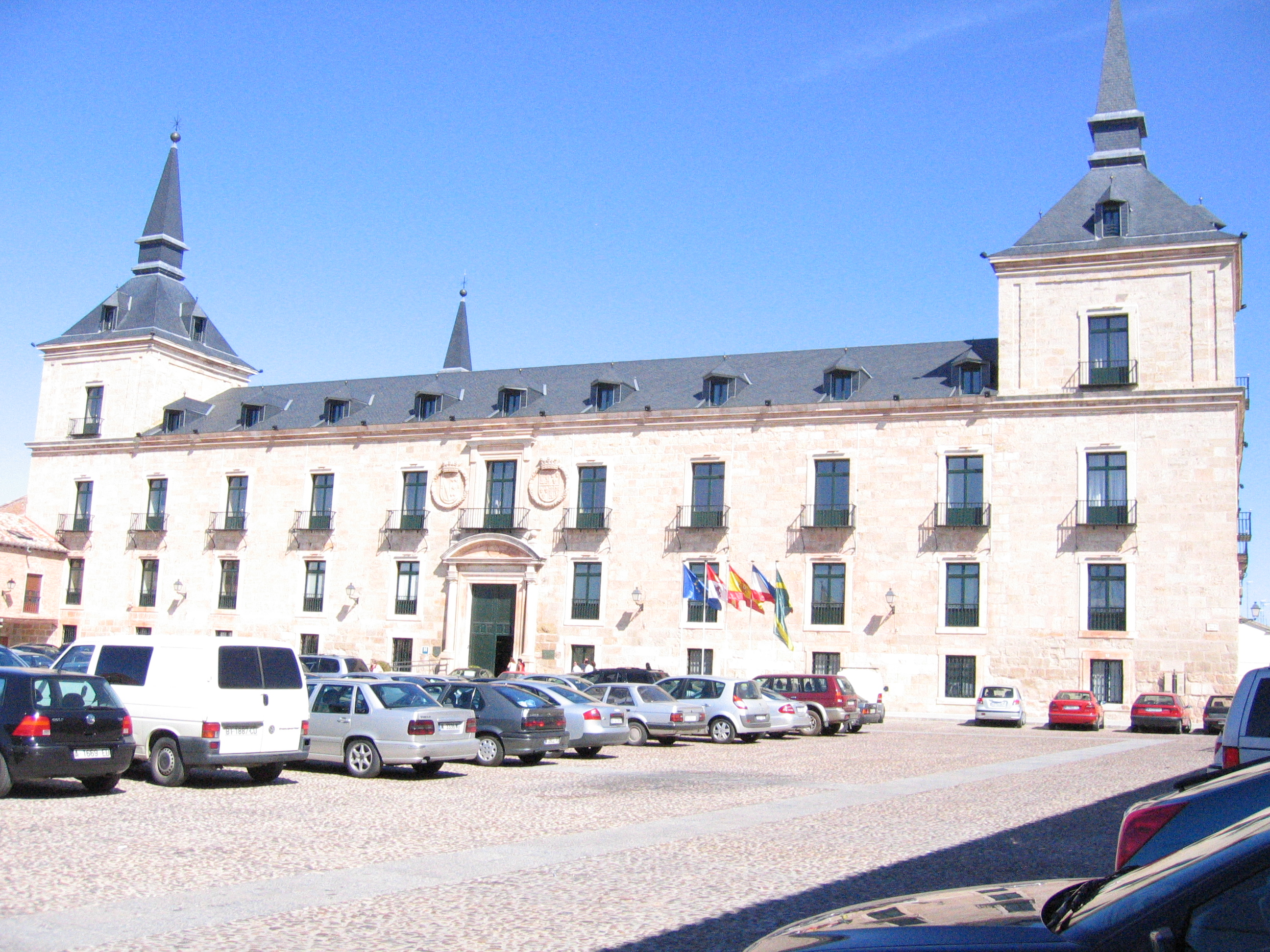
Palau ducal al municipi burgalès de Lerma, obra mestra de Francisco de Mora

Francisco de Mora (Conca, ca. 1553 - Madrid, 1610) va ser un arquitecte renaixentista, oncle del també arquitecte Juan Gómez de Mora. És considerat com un dels màxims representants de l'arquitectura herreriana, estil que es va desenvolupar a l'últim terç del segle xvi, encara que la seva obra també anticipa els corrents barrocs imperants al segle xvii.
És autor del Convent de Sant Josep d'Àvila i del Palau ducal de Lerma (Burgos), els plànols del qual van tenir una gran influència en l'arquitectura religiosa i civil posterior.

## Carrera arquitectònica

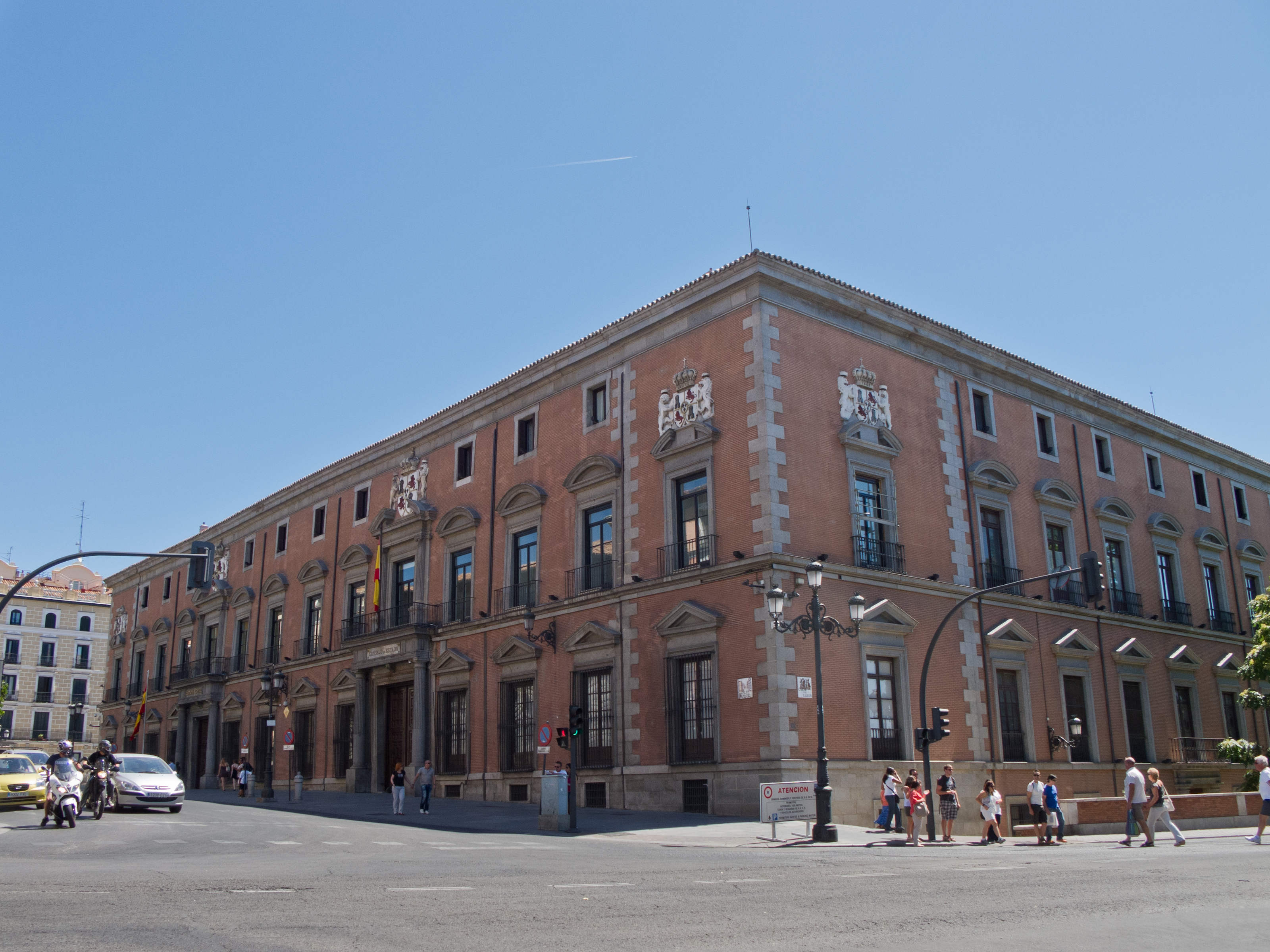
Palau dels Consells o del duc d'Uceda, a Madrid, atribuït a Francisco de Mora

Francisco de Mora es va formar al costat de Juan de Herrera, treballant amb ell a la reconstrucció de l'Alcázar de Segòvia i al Monestir de l'Escorial. Després de la mort del mestre el 1597, va continuar amb les obres d'aquest últim edifici. En concret, a ell són deguts la galeria de Convalescents i les cases per al seguici reial.
Va desenvolupar la major part de la seva carrera a Madrid, on es va responsabilitzar de la primera ordenació urbanística de la Plaça del Raval (actual Plaça Major), que va tenir lloc el 1580. Va actuar sobre les cares nord i est del recinte, amb l'enderroc de les anomenades Casas de la Manzana, i va dissenyar la Casa de la Panadería (1590-1599), encara que les obres van anar a càrrec de Diego Sillero i, finalment, de Juan Gómez de Mora.
El 1591 va ser nomenat Mestre Major de les obres reials i, a l'any següent, Mestre Major d'obres de la Vil·la de Madrid, llocs que ocuparia fins a la seva mort. A l'exercici d'aquests càrrecs, va procedir al remodelatge de la façana meridional del Reial Alcàsser de Madrid i va aixecar l'Església de San Bernabé (1594-1595), a El Escorial (Madrid).
A Madrid va construir el Convent de Santa Elisabet (1596), a partir d'un primitiu edifici pertanyent a Antonio Pérez, i va traçar els plànols de la capella del desaparegut Convent de Nostra Senyora d'Atocha (1598), reedificat al segle xx com Reial Basílica. Cap a 1600 va intervenir en la restauració Convent de San Felipe el Real.
Fora de la capital, va realitzar l'església del Monestir d'Uclés, a Conca, que es va acabar el 1598.

## Estil

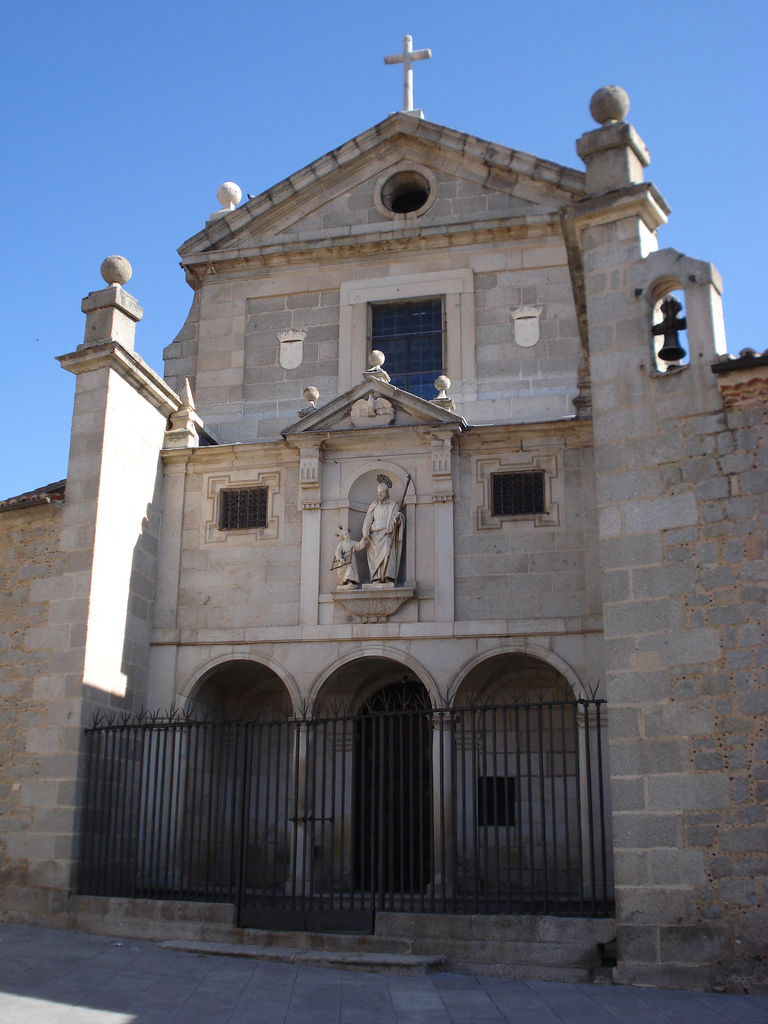
Façana principal del Convent de Sant Josep a Àvila

El seu estil, après de Juan de Herrera, és igualment sobri, desguarnit i geomètric. Els traços més característics de l'arquitectura herreriana, com el gust pels volums nets, l'ús de cobertes de pissarra, la presència de torres rematades amb capitells piramidals i l'equilibri simètric dels elements arquitectònics, poden apreciar-se en algunes de les seves creacions més importants.
Clarament herrerianes són la Casa de la Panaderia (Madrid), l'Església de San Bernabé (El Escorial, Madrid) i l'església del Monestir d'Uclés (Uclés, Conca), així com el Palau de Lerma (Lerma).
Aquest últim edifici va establir un arquetip arquitectònic, que es va repetir al llarg de pràcticament tot el segle xvii. Els palaus de planta rectangular, dos o més alçades, portades manieristes i torres amb capitells als angles, a la línia seguida a Lerma, van ser el model més usual de l'arquitectura palatina de la Casa d'Àustria.
Franciso de Mora es va allunyar de les estrictes regles herrerianes pocs anys abans de la seva mort. El 1607 va començar la construcció de l'església del Convent de Sant Josep d'Àvila, amb la qual va introduir un esquema innovador respecte dels cànons de Juan de Herrera i del focus classicista de Valladolid.
Va concebre una façana en dos plans partits, amb frontó a la part superior i un pòrtic de tres arcs a la inferior. La disposició triangular de les obertures i el protagonisme del grup escultòric central determinen un joc de clarobscurs, amb el qual Mora va preconitzar alguns dels trets del barroc.
Igual que va succeir amb el Palau ducal de Lerma, la façana del Convent de Sant Josep va ser presa com a referència a nombrosos temples realitzats al llarg del segle xvii. Va ser imitada pel seu nebot, Juan Gómez de Mora, al Reial Monestir de l'Encarnació de Madrid i, des d'aquí, el model es va estendre ràpidament a altres construccions religioses.

## Obres
| Any       | Nom                                                              | Ubicació                                     | Descripció | Imatge exterior                                  | Imatge interior |  |
| --------- | ---------------------------------------------------------------- | -------------------------------------------- | --- | ------------------------------------------------ | --------------- |  |
| 1580      | Urbanització de la Plaza del Arrabal (avui Mayor)                | Madrid                                       | Ordenació dels costats nord i est i enderrocament de les cases existents; projecte de les façanes. L'actual és fruit de reconstruccions posteriors. |                                                  |                 |  |
| 1580-1598 | Partipació en les obres del Monestir d'El Escorial               | San Lorenzo del Escorial Província de Madrid | Continua algunes parts, segons el projecte de Juan de Herrera: botica, passadís sobre arcscases per al seguici reial, porta i escala de l'Estanque Grande; direcció de les obres del Panteó Reial a partir del projecte de Giovanni Battista Crescenzi. | Botica Passadís                                  |                 |  |
| 1590-1593 | Casa de la Compaña (Monestir d'El Escorial)                      | San Lorenzo del Escorial Província de Madrid | Avui, Real Centro Universitario Escorial-María Cristina | Façana Pati                                      |                 |  |
| 1590-1599 | Casa de la Panadería                                             | Madrid                                       | Projecte del primer edifici; començat per Diego Sillero, l'actual és obra del seu nebot Juan Gómez de Mora (1617-1619) |                                                  |                 |  |
| 1594-1595 | Església de San Bernabé                                          | El Escorial Província de Madrid              | |                                                  |                 |  |
| 1598      | Església del monestir                                            | Uclés Província de Conca                     | |                                                  |                 |  |
| 1598      | Basílica d'Atocha                                                | Madrid                                       | Desapareguda el 1808, reconstruïda i destruïda el 1936; l'actual és una nova construcció. | Fotografia de l'església el 1880                 |                 |  |
| 1596      | Cachicanía i Pozo de Nieve del Monestir d'El Escorial            | San Lorenzo del Escorial Província de Madrid | Continua algunes parts, segons el projecte de Juan de Herrera: Galería de Convalecientes, cases per al seguici reial, porta i escala de l'Estanque Grande; direcció de les obres del Panteó Reial a partir del projecte de Giovanni Battista Crescenzi. | Fotografia aèria Cachicanía                      |                 |  |
| 1600      | Reforma de San Felipe el Real                                    | Madrid                                       | Desaparegut. |                                                  |                 |  |
| 1601-1610 | Urbanització de la vila                                          | Lerma Província de Burgos                    | Ordenació del poble per a convertir-lo en cort del Duc de Lerma: projecte de la plaça, els carrers que hi porten, el palau i algunes esglésies i convents.                                                                                              |                                                  |                 |  |
| 1601-1604 | Monestir de l'Ascención de Nuestro Señor                         | Lerma Província de Burgos                    | De clarisses; avui, de l'orde Iesu Communio. |                                                  |                 |  |
| 1601-1617 | Palau ducal                                                      | Lerma Província de Burgos                    | Avui, parador de turisme. |                                                  |                 |  |
| 1604-1607 | Església del convent dels franciscans                            | Velada Província de Toledo                   | | Fotografia                                       |                 |  |
| 1604-1615 | San Bernardo                                                     | Oropesa Província de Toledo                  | |                                                  |                 |  |
| 1606-1617 | San Blas                                                         | Lerma Província de Burgos                    | Convent de dominiques. Traça de Mora, no es comença a construir fins 1613, dirigit per Alberto de la Madre de Dios, Damián de Espinosa i Juan de Reoz.                                                                                                  |                                                  |                 |  |
| 1607      | Església de San José                                             | Àvila                                        | Convent de carmelites descalces. La façana es convertí en el model per a la resta de convents de l'orde. |                                                  |                 |  |
| 1607 ca.  | Descalzas Reales                                                 | Valladolid                                   | Convent de clarisses. Obres dirigides per Diego de Praves. |                                                  |                 |  |
| 1608      | Façana de l'Hospital de Santiago                                 | Conca                                        | Avui, residència de les Filles de la Caritat. | Fotografia Arxivat 2015-09-15 a Wayback Machine. |                 |  |
| 1609-1625 | Palau de Los Consejos o d'Uceda                                  | Madrid                                       | Projectat per Mora; també s'atribueix a Juan Gómez de Mora, que les dirigí, i a Alonso de Trujillo, que les executà. Avui, Consejo de Estado |                                                  |                 |  |
| 1610-1636 | Remodelació de la façana meridional del Reial Alcàsser de Madrid | Madrid                                       | Desaparegut en l'incendi de 1734. Encarregada per Felip III, Francisco de Mora projecta la façana per tal d'harmonitzar-la amb la Torre Dorada; les obres, però, les farà Juan Gómez de Mora, que modificarà el projecte inicial.                       |                                                  |                 |  |